# ウィリアム・リチャードソン (ペンシルベニア州の政治家)
ウィリアム・エマニエル・リチャードソン（William Emanuel Richardson, 1886年9月3日 - 1948年11月3日）は、アメリカ合衆国の政治家。

## 生涯
ペンシルベニア州バークス郡のストーナーズヴィル近郊で誕生した。生後間もなく両親とともに同郡バーンヴィルに移り、地元の公立学校で学んだ。1910年にプリンストン大学を卒業すると、1913年にニューヨーク市のコロンビア大学法科大学院を卒業した。同年、リチャードソンはペンシルベニア州から弁護士の認可を受け、翌1914年にペンシルベニア州レディングで弁護士業を開業した。
第一次世界大戦中の1915年、アメリカ合衆国陸軍の救急隊に入隊し、ベルギーとフランスで活動した。1916年にはメキシコとの国境において、ニューヨーク騎兵大隊の一員として任務に当たった。1917年8月、リチャードソンは陸軍少尉に任命され、第80騎兵師団に参加した後、第7機関銃大隊第3師団に加わった。リチャードソンは1919年9月に中尉として陸軍を離隊すると、ペンシルベニア州で弁護士業を再開した。
1933年、民主党からアメリカ合衆国下院議員に立候補し、当選を果たした。1937年まで2期連続で下院議員を務め、1936年にハンガリーのブダペストで開催された各国議員間会議に出席するなどの活動を行った。リチャードソンは3選目を目指したが、選挙で敗退すると、ペンシルベニア州レディングで弁護士業を再開した。
1948年、ペンシルベニア州ワイオミッシングで死去。遺体は同州ジャクソンウォルドのシュワルツウォルド墓地に埋葬された。